# ARFU Asian Rugby Championship 1982
Die ARFU Asian Rugby Championship 1982 war ein Wettbewerb für asiatische Nationalmannschaften in der Sportart Rugby Union. Es handelte sich um die achte Ausgabe der vom Verband Asian Rugby Football Union (ARFU) organisierten Rugby-Union-Asienmeisterschaft. Beteiligt waren acht Mannschaften, die vom 20. bis 27. November an einem Turnier in Singapur in zwei Gruppen gegeneinander antraten. Nach dem Finale stand Südkorea zum ersten Mal als Asienmeister fest.

## Vorrunde

### Gruppe A
|    | Land     | Spiele | Siege | Unent. | Ndlg. | Spiel- punkte | Diff. | Tabellen- punkte |
| -- | -------- | ------ | ----- | ------ | ----- | ------------- | ----- | ---------------- |
| 1. | Japan    | 3      | 3     | 0      | 0     | 103:18        | + 85  | 6                |
| 2. | Hongkong | 3      | 2     | 0      | 1     | 66:37         | + 29  | 4                |
| 3. | Taiwan   | 3      | 1     | 0      | 2     | 28:52         | − 24  | 2                |
| 4. | Thailand | 3      | 0     | 0      | 3     | 12:102        | − 90  | 0                |

| 20. November 1982 | Taiwan | 20 : 0 | Thailand | Jalan Besar Stadium, Singapur |
| 20. November 1982 |        |        |          | Jalan Besar Stadium, Singapur |

| 20. November 1982 | Japan | 29 : 6 | Hongkong | Jalan Besar Stadium, Singapur |
| 20. November 1982 |       |        |          | Jalan Besar Stadium, Singapur |

| 22. November 1982 | Japan | 31 : 6 | Taiwan | Jalan Besar Stadium, Singapur |
| 22. November 1982 |       |        |        | Jalan Besar Stadium, Singapur |

| 22. November 1982 | Hongkong | 39 : 6 | Thailand | Jalan Besar Stadium, Singapur |
| 22. November 1982 |          |        |          | Jalan Besar Stadium, Singapur |

| 24. November 1982 | Japan | 43 : 6 | Thailand | Jalan Besar Stadium, Singapur |
| 24. November 1982 |       |        |          | Jalan Besar Stadium, Singapur |

| 24. November 1982 | Hongkong | 21 : 3 | Taiwan | Jalan Besar Stadium, Singapur |
| 24. November 1982 |          |        |        | Jalan Besar Stadium, Singapur |

### Gruppe B
|    | Land      | Spiele | Siege | Unent. | Ndlg. | Spiel- punkte | Diff. | Tabellen- punkte |
| -- | --------- | ------ | ----- | ------ | ----- | ------------- | ----- | ---------------- |
| 1. | Südkorea  | 3      | 3     | 0      | 0     | 64:12         | + 52  | 6                |
| 2. | Malaysia  | 3      | 2     | 0      | 1     | 50:58         | − 8   | 4                |
| 3. | Singapur  | 3      | 1     | 0      | 2     | 15:35         | − 20  | 2                |
| 4. | Sri Lanka | 3      | 0     | 0      | 3     | 20:44         | − 24  | 0                |

| 20. November 1982 | Südkorea | 40 : 12 | Malaysia | Jalan Besar Stadium, Singapur |
| 20. November 1982 |          |         |          | Jalan Besar Stadium, Singapur |

| 20. November 1982 | Singapur | 9 : 8 | Sri Lanka | Jalan Besar Stadium, Singapur |
| 20. November 1982 |          |       |           | Jalan Besar Stadium, Singapur |

| 22. November 1982 | Südkorea | 12 : 0 | Singapur | Jalan Besar Stadium, Singapur |
| 22. November 1982 |          |        |          | Jalan Besar Stadium, Singapur |

| 22. November 1982 | Malaysia | 23 : 12 | Sri Lanka | Jalan Besar Stadium, Singapur |
| 22. November 1982 |          |         |           | Jalan Besar Stadium, Singapur |

| 24. November 1982 | Malaysia | 15 : 6 | Singapur | Jalan Besar Stadium, Singapur |
| 24. November 1982 |          |        |          | Jalan Besar Stadium, Singapur |

| 24. November 1982 | Südkorea | 12 : 0 | Sri Lanka | Jalan Besar Stadium, Singapur |
| 24. November 1982 |          |        |           | Jalan Besar Stadium, Singapur |

## Platzierungsspiele

### Spiel um Platz 3
| 27. November 1982 | Hongkong | 10 : 4 | Malaysia | Jalan Besar Stadium, Singapur |
| 27. November 1982 |          |        |          | Jalan Besar Stadium, Singapur |

### Finale
| 27. November 1982 17:00 SGT | Japan                                                 | 9 : 12        | Südkorea                    | Jalan Besar Stadium, Singapur Schiedsrichter: Michael Haydon (Hongkong) |
| 27. November 1982 17:00 SGT | Versuche: Kano Erhöhungen: Tanaka Straftritte: Tanaka | (9:3) Bericht | Straftritte: 3 Dropgoals: 1 | Jalan Besar Stadium, Singapur Schiedsrichter: Michael Haydon (Hongkong) |